# Krąg (jezioro w województwie pomorskim)
Krąg – przepływowe jezioro wytopiskowe, położone w mezoregionie Bory Tucholskie, w kompleksie leśnym Borów Tucholskich, w gminie Stara Kiszewa (powiat kościerski, województwo pomorskie).

## Charakterystyka
Jezioro znajduje się na „Obszarze Chronionego Krajobrazu Doliny Wierzycy”. Jest połączone wąskimi strugami z systemem wodnym dorzecza Wierzycy i z jeziorem Kozielnia. Charakteryzuje się niskimi brzegami zupełnie porośniętymi trzciną i sitowiem. Wschodnia zatoka przekształciła się w torfowisko chronione w ramach rezerwatu przyrody Mechowisko Krąg. Jezioro Krąg jest ostoją ptactwa wodnego.

## Dane morfometryczne
- Powierzchnia całkowita: 148,4 ha[potrzebny przypis]
- wysokość lustra: 120,8 m n.p.m.[potrzebny przypis]
- maksymalna głębokość: 2 m.[potrzebny przypis]